# ورزشگاه ال‌اف‌اف
ورزشگاه ال‌اف‌اف (انگلیسی: LFF Stadium) (استادیوم فدراسیون فوتبال لیتوانی) که در گذشته «ورزشگاه وترا» نامیده می‌شد، یک ورزشگاه فوتبال در ویلنیوس، لیتوانی می‌باشد.